# KeePassXC
KeePassXC (KeePass Cross-Platform Community Edition) は、フリーかつオープンソースのパスワードマネージャーである。KeePassXの開発の停滞により、コミュニティによってフォークされた。
KeePassXCはQt 5を使用しており、クロスプラットフォームである。
KeePassXCはKeePass バージョン2.xのデータベースファイル (.kdbx) を使用する。また、KeePass バージョン1.xのデータベースファイル (.kdb) をインポート及び変換することもできる。KeePassXCは更なるセキュリティのためにキーファイルとYubiKeyチャレンジレスポンスに対応している。
電子フロンティア財団はフリーかつオープンソースのパスワードマネージャーの一例としてKeePassXCを挙げている。またPrivacyToolsは、KeePassXCが活発に開発されていることを理由に、推奨されるパスワードマネージャーソフトウェアのリストにKeePassXCを含めている。